# Binti
Binti é uma novela de ciência ficção escrita por Nnedi Okorafor. Estreitou no ano de 2015 em Tor.com e é a primeira novela da série de novelas "Binti". Ganhou diversos prêmios literários importantes, incluindo o prêmio Hugo de 2016 como melhor novela curta e o prêmio Nébula de 2015 na mesma categoria.

## Enredo
Uma jovem chamada Binti é a primeira da etnia Himba na Terra (seguindo de perto o modelo do povo Himba) em ser aceita na prestigiosa universidade intergaláctica Oomza Uni. Ao ser notificada de sua aceitação, Binti foge de sua casa e embarca-se numa nave de transporte a Oomza Uni. Enquanto está viajando, a nave é sequestrada pelos Medusa, uma espécie alienígena parecida à medusa que previamente está em guerra com os Khoush, outro grupo étnico humano. Após os Medusa assassinam a todos os demais tripulantes da nave, Binti se esconde em seu quarto. Posteriormente descobre que uma peça de tecnologia antiga que tinha trazido da Terra, conhecida como sua edan, permite a comunicação direta com a Medusa, e que sua otjize, um tipo de argila misturada feita do solo de sua terra natal, tem propriedades curativas quando se aplica aos tentáculos da Medusa. Faz uma amiga numa das medusas mais jovens, chamada Okwu, e posteriormente negocia uma trégua entre ela e os sequestradores, uma trégua que implica a profunda transformação física de Binti. Ao chegar à universidade, é capaz de negociar uma paz duradoura entre a Medusa e a raça humana, e depois começa seus estudos na Universidade de Oomza.

## Prêmios
- Ganhadora do prêmio Hugo de 2016 de melhor novela.[6][7]
- Ganhadora do prêmio Nebula de 2015 de melhor novela.[8]
- Finalista do prêmio de Fantasía Britânica de 2016 de melhor novela.[9]

A novela tem duas sequencias . A primeira, "Binti: Lar", publicada no dia 31 de janeiro de 2017. A terça e última de nome "Binti: A Mascarada Noturna", publicou-se em janeiro de 2018, e foi nominada para o prêmio Hugo 2019 à melhor novela.